# Sint-Clemenskerk (Hulsberg)
De Sint-Clemenskerk is een kerkgebouw in Hulsberg in de Nederlands Zuid-Limburgse gemeente Beekdaelen. De kerk ligt in het dorp aan de straat Kerkheuvel op een kerkheuvel. Naast de kerk ligt het kerkhof en beide worden omgeven door een bakstenen kerkhofmuur met hekwerk.
Het gebouw is een rijksmonument en is gewijd aan de heilige Clemens.

## Geschiedenis
In 1820 werd er hier ter plaatse een kerk gebouwd.
In 1908 werd de oude kerk uitgebreid met het huidige koor naar het ontwerp van architect Jan Stuyt. Tevens werden er twee sacristie-ruimtes toegevoegd.
In 1930 werd naar het ontwerp van architect Joseph Cuypers het schip vanaf de transeptboog vernieuwd.

## Opbouw
Het neoromaanse kerkgebouw bestaat uit een vlakopgaande westtoren met een achtkantige ingesnoerde torenspits, een driebeukig schip, een transept met vieringtorentje en een driezijdig gesloten koor.
De glas-in-loodramen zijn gemaakt door Hans Truyen. Het orgel is gebouwd door de Maastrichtse orgelbouwers Willem Theodoor Pieter Theo Pereboom en Jean Leyser en is rond de jaarwisseling van 1871/1872 geplaatst. In het instrument is pijpwerk uit de 18e eeuw verwerkt. De kerk wordt grotendeels gedekt door zadeldaken en schilddaken met leien. De zijbeuken worden echter door zaagdaken gedekt. De torenspits is bekleed met koper. In de hoek van het koor met het zuidertransept is er een klokvormig torentje gebouwd.